# Signe Bruun
Signe Kallesøe Bruun (Randers, Dinamarca; 6 de abril de 1998) es una futbolista danesa. Juega como atacante en el Real Madrid Club de Fútbol de la Primera División de España, y forma parte de la selección de fútbol femenino de Dinamarca.

## Carrera
En la temporada 2013-2014 Signe Bruun vistió la camiseta IK Skovbakken para pasar de la temporada siguiente a las actuales campeonas del Fortuna Hjørring, debutando así en Elitedivisionen, la máxima categoría del campeonato de fútbol femenino danés. Con los verdiblancos juega la Liga de Campeones Femenina de la UEFA, competición en la que debutó el 8 de noviembre de 2014, con motivo del 2-1 a domicilio ante el FC Rosengård sueco. Permaneció con Fortuna Hjørring durante las tres temporadas siguientes, donde compartió con sus compañeros el doble campeonato-copa de Dinamarca de la temporada 2015-2016 y el primer puesto en Elitedivisionen 2017-2018, más el inicio de la temporada 2018-2019 cuando dejó el club para trasladarse al Paris Saint-Germain FC para su primer campeonato extranjero al firmar un contrato de tres años con el equipo francés. El 21 de junio de 2021 se anunció que había firmado un contrato hasta 2023 con el Olympique de Lyon de la Division 1 de Francia. el 10 de julio de 2023 fue anunciado como nueva jugadora del Real Madrid CF.

## Selección nacional
Bruun debutó con la selección absoluta de Dinamarca en el partido de Clasificación de UEFA para la Copa Mundial Femenina de Fútbol de 2019 contra Croacia el 24 de octubre de 2017. Entró en juego a los dos minutos del tiempo de descuento como suplente de Nadia Nadim y marcó su primer gol dos minutos después, contribuyendo así a la victoria por 4–0.

## Clubes
| Club                | País       | Año           |
| ------------------- | ---------- | ------------- |
| IK Skovbakken       | Dinamarca  | 2013 - 2014   |
| Fortuna Hjørring    | Dinamarca  | 2014 - 2018   |
| Paris Saint-Germain | Francia    | 2018 - 2021   |
| Olympique de Lyon   | Francia    | 2021 - 2022   |
| Manchester United   | Inglaterra | 2022          |
| Olympique de Lyon   | Francia    | 2022 - 2023   |
| Real Madrid CF      | España     | 2023 - actual |

## Palmarés

### Campeonatos Nacionales
| Título              | Club                | País      | Año     |
| ------------------- | ------------------- | --------- | ------- |
| Elitedivisionen     | Fortuna Hjørring    | Dinamarca | 2015-16 |
| Copa de Dinamarca   | Fortuna Hjørring    | Dinamarca | 2015-16 |
| Elitedivisionen     | Fortuna Hjørring    | Dinamarca | 2017-18 |
| Division 1 Féminine | Paris Saint-Germain | Francia   | 2020-21 |
| Division 1 Féminine | Olympique de Lyon   | Francia   | 2022-23 |